# Dieter Schmitt
Dieter Karl Schmitt (3 maggio 1940) è un ex schermidore tedesco, vincitore di una medaglia d'argento ai campionati mondiali di scherma.